# Nowy Borek (województwo podkarpackie)
Nowy Borek (do 14 lutego 1968 Borek Nowy) – wieś w Polsce położona w województwie podkarpackim w powiecie rzeszowskim w gminie Błażowa
Nowy Borek jest oddalony od Rzeszowa o 15 km. Mieszka tu 15,2% mieszkańców gminy; kobiety stanowią 50,4% mieszkańców, a 49,6% ludności to mężczyźni.
We wsi działa Szkoła Podstawowa im. Gen. Bryg. Mieczysława Boruty-Spiechowicza.
Nowy Borek należy od kilku wieków do parafii w Borku Starym.
W latach 1954–1959 wieś była siedzibą gromady Borek Nowy. W latach 1975–1998 miejscowość położona była w województwie rzeszowskim.

## Części wsi
| SIMC    | Nazwa            | Rodzaj    |
| ------- | ---------------- | --------- |
| 0644418 | Babiak           | część wsi |
| 0644424 | Czerwonki        | część wsi |
| 0644430 | Dębczak          | część wsi |
| 0644447 | Dół              | część wsi |
| 0644453 | Dział            | część wsi |
| 0644460 | Góra             | część wsi |
| 0644476 | Jaworznik        | część wsi |
| 0644482 | Koziniec         | część wsi |
| 0644499 | Nowa Droga       | część wsi |
| 0644507 | Poręby           | część wsi |
| 0644513 | Postronie        | część wsi |
| 0644520 | Przy Granicy     | część wsi |
| 0644536 | Przylasek Mały   | część wsi |
| 0644542 | Przylasek Wielki | część wsi |
| 0644559 | Siwcowa          | część wsi |
| 0644565 | Stawiska         | część wsi |
| 0644571 | Wola             | część wsi |

## Historia

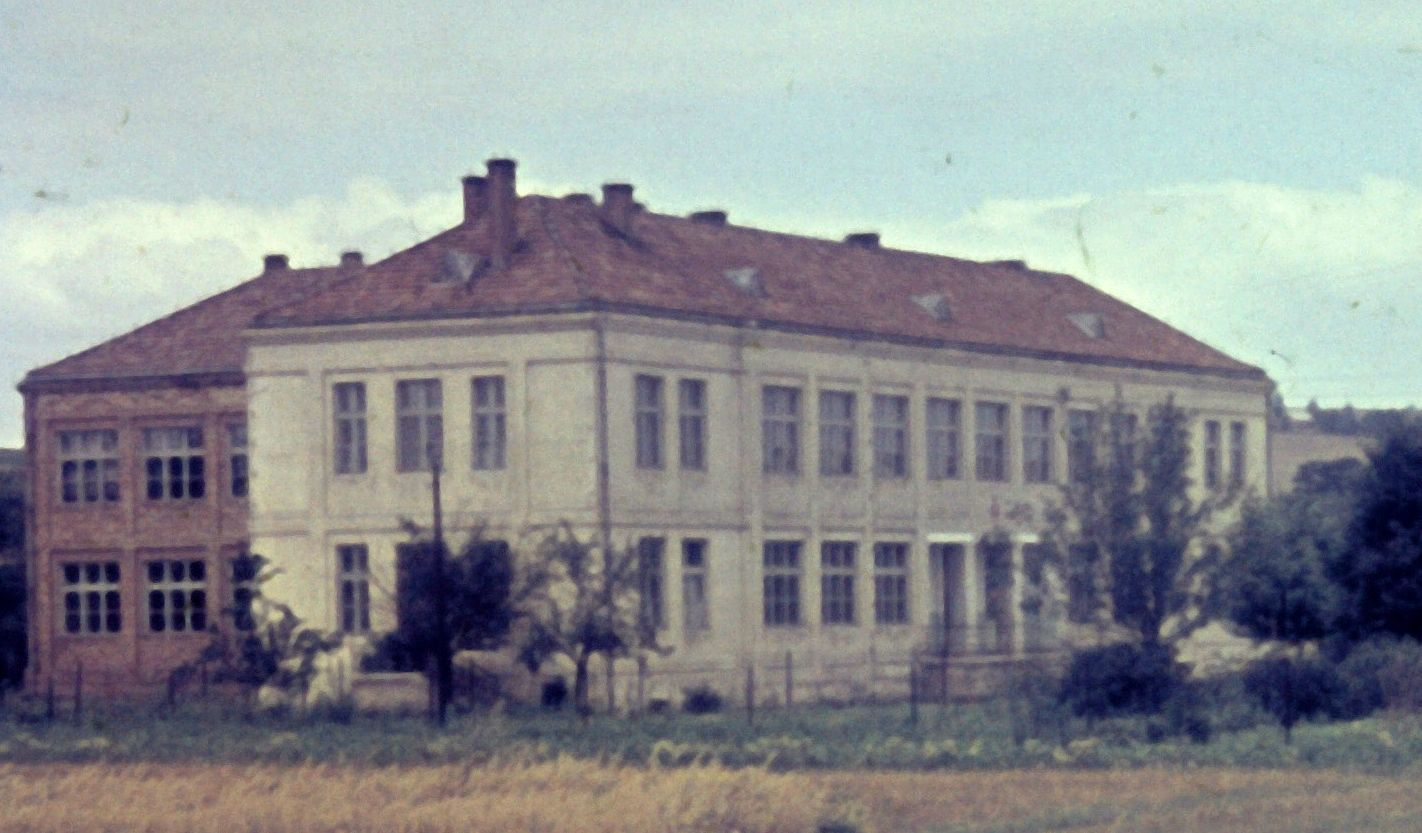
Szkoła w Nowym Borku (1964)

Jedna z wielu włości Pileckich. W 1450 właścicielem był Jan z Pilczy syn Elżbiety Granowskiej trzeciej żony Władysława Jagiełły. Była to wieś dobrze zagospodarowana – w 1515 było tu 18 tanów, młyn i karczma z browarem. Były tu role sołtysie, czyli wieś lokowano na prawie niemieckim.
Wieś położona w powiecie przemyskim, była własnością Branickich, jej posesorem był Paweł Moszyński, została spustoszona w czasie najazdu tatarskiego w 1672, spalone zostały m.in. 2 karczmy i młyn.
W 1772 Nowy Borek należał do „hrabstwa tyczyńskiego”, a w 1790 – do dominium tyczyńskiego (obejmowało 19 wsi). W 1821 istniała już filia parafii tyczyńskiej w Borku. Był tam też wówczas folwark plebański. W połowie XIX w. w Nowym Borku stał duży młyn wodny dwukołowy nad rzeką Ryjak, duży folwark w pobliżu młyna, folwark plebański (od strony Borku Starego), 3 karczmy oraz duża liczba kapliczek i krzyży przydrożnych. Zabudowa wsi była przeważnie drewniana. Była to wieś duża – w 1880 miała 1429 mieszkańców. W latach 1855–1885 właścicielem Nowego Borku był Maurycy Szymanowski, od 1886 – Helena baronowa Brunicka, a od 1905 – Konstanty baron Brunicki.
Na terenie wsi Nowy Borek znajdują się 2 zabytkowe obiekty wpisane do rejestru zabytków: kapliczka z połowy XIX w. oraz grób kurhan Borek Nowy, st. 28.
Pierwsza szkoła powszechna w Nowym Borku działała latach 1870–1955 w parterowym murowanym budynku usytuowanym w obejściu obecnej szkoły w pobliżu głównej drogi. Mieściły się w nim 2 sale lekcyjne, pokój nauczycielski spełniający równocześnie funkcje kancelarii, korytarz oraz mieszkanie dla kierownika szkoły. 1 września 1955 oddano do użytku nowy budynek szkolny, a w starym mieściły się mieszkania dla nauczycieli.

## Sport
W Nowym Borku istnieje klub sekcji piłki nożnej „KS Szarotka Nowy Borek” założony w 2010. W sezonie 2014/2015 klub występował w V lidze klasie B w okręgu łańcuckim.

## Osoby związane z miejscowością
- Józef Synoś (1893–1940) – podpułkownik piechoty Wojska Polskiego, ofiara zbrodni katyńskiej
- Marian Piech (1929–2012) – profesor nauk rolniczych w zakresie agronomii, doświadczalnictwa i hodowli roślin